# Green Day: Rock Band
Green Day: Rock Band és un videojoc musical que es va estrenar el 8 de juny de 2010. Ha estat desenvolupat per Harmonix Music Systems, publicat per MTV Games i distribuït per Electronic Arts. És el cinquè major llançament en la sèrie de jocs Rock Band i, com en els altres jocs de la sèrie, permet als jugadors simular que estar tocant rock usant controls en forma d'instruments musicals.
La banda sonora del joc es conforma amb les cançons del grup popular de punk rock Green Day. Green Day: Rock Band ofereix una representació virtual dels tres membres de la banda interpretant les cançons en nous llocs dissenyats per al joc. El joc incorporarà les cançons existents que ja han estat publicades per a Rock Band com contingut descarregable, i li permetrà als jugadors traslladar tota la seua llista de cançons dels altres Rock Band, excepte a The Beatles: Rock Band.

## Jugabilitat
Green Day: Rock Band permet als jugadors interpretar rock proporcionant fins a quatre jugadors amb la capacitat de jugar amb tres controls diferents representant instruments musicals (un control de guitarra per a la guitarra principal i el baix, un bateria per al bateria i un micròfon per al cantant). Els jugadors simulen tocar rock amb els seus controls pressionant les notes que ixen en la pantalla. Per a la guitarra i el baix, açò s'assoleix pressionant els botons de colors, que reemplacen als trasts d'una guitarra o d'un baix veritables, i movent la barra que reemplaça a les cordes de l'instrument; per a la bateria, cal colpejar el tambor del mateix color del de la pantalla, o trepitjant el pedal per a simular les notes del bombo de la bateria. Quan s'està cantant, el jugador ha de cantar amb relació a la veu original. Un indicador en la pantalla mostra la precisió del cantant amb relació a la veu original. El joc suportara harmonies com es va fer en The Beatles: Rock Band, permetent a diversos cantants per a la part vocal.